# Erixestus zygogrammae
Erixestus zygogrammae är en stekelart som beskrevs av Ronald D. Cave och Grissell 1994. Erixestus zygogrammae ingår i släktet Erixestus och familjen puppglanssteklar.
Artens utbredningsområde är Honduras. Inga underarter finns listade i Catalogue of Life.